# نخاق (المهرة)

تعديل مصدري - تعديل

نخاق هي إحدى قرى عزلة قشن بمديرية قشن التابعة لمحافظة المهرة، بلغ تعداد سكانها 65 نسمة حسب تعداد اليمن لعام 2004.